# Ferdinand Bilstein (Unternehmen)
Die Ferdinand Bilstein GmbH + Co. KG mit Sitz in Ennepetal ist ein familiengeführter Hersteller und Lieferant von Autoersatzteilen. Unter der Dachmarke bilstein group verbindet das Unternehmen die Produktmarken febi, SWAG und Blue Print. Eine baldige Eingliederung der Produktmarke Motair ist vorgesehen. 

## Organisation und Geschäftsfelder
Die Ferdinand Bilstein GmbH + Co. KG leitet sämtliche Niederlassungen und Produktionsstätten (aktuell 23 internationale Tochtergesellschaften) im In- und Ausland. Geschäftsfeld ist der Automotive Aftermarket, den das Unternehmen derzeit mit mehr als 80.000 (Stand 2024) verschiedenen Ersatzteilen für PKW und NKW beliefert. Als eigener Geschäftszweig stellt die bilstein group Engineering, die Präzisionstechnik der bilstein group, neben Produkten für den Automotive Aftermarket auch Bauteile für verschiedene Industriezweige her, darunter Antriebs- und Getriebetechnik. Die Leistungsbereiche umfassen Materialbeschaffung und -analyse, Werkzeugbau, Zerspanung und Härterei bis hin zur computergestützten Qualitätsdokumentation. In der Serienproduktion werden sowohl Klein- als auch Großserien gefertigt. 

## Geschichte
Das Unternehmen wurde 1844 von Ferdinand Daniel Bilstein unter dem Namen „Ferdinand Bilstein“ gegründet. Produziert wurden zunächst Spezialwerkzeuge und Gerätschaften für die Eisenindustrie. Ab 1882 wurden auch gedrehte Schrauben, Muttern und Façonstücke hergestellt. Mit der Fertigung des patentierten „febi Federbolzens“, der auf der Automobilmesse in Berlin 1921 erstmals vorgestellt wurde, gelang der Einstieg in den freien Ersatzteilmarkt und die Erstausrüstung der Automobilindustrie. Ab 1937 entwickelte und vertrieb Ferdinand Bilstein erste Reparatursätze für Achsschenkelbolzen. In den 1950er Jahren wurde der Ausbau der Produktionsstätten für PKW- und NKW-Teile verstärkt betrieben. Neben Federbolzensätzen wurden am Standort Ennepetal auch Rad- und Achsbolzen gefertigt.
Im Jahr 1956 wurde das selbständige Zweigwerk Bilstein & Siekermann GmbH & Co. KG durch Ferdinand Hermann Bilstein und Arnold Siekermann in der Eifel gegründet. Noch im gleichen Jahr begann die Errichtung der ersten Fertigungshalle, für deren Bestückung Maschinen aus Ennepetal ausgelagert wurden. Mit ihnen wurden vor allem Verschlussschrauben und Muttern für namhafte Automobilhersteller gefertigt. Die Eigentümerfamilien Bilstein & Siekermann entscheiden sich 2003, ihre Anteile an der Bilstein & Siekermann an die Indus Holding zu verkaufen.
Durch die ständige Ausweitung der Handelswaren fokussierte sich das Unternehmen zunehmend auf den Aftermarket. Rolf Bilstein intensivierte das Handelsgeschäft, nachdem er 1971 die Geschäftsführung übernommen hatte. Zusammen mit Dieter Siekermann erweiterte er das Produktangebot kontinuierlich. In den folgenden drei Jahrzehnten wuchs das Unternehmen stetig und die Umsatzzahlen stiegen von 5 Millionen D-Mark (1971) bis zu Rolf Bilsteins Eintritt in den Ruhestand (2007) auf 250 Millionen Euro. Sein Nachfolger ist Karsten Schüßler-Bilstein, dem seit 2010 Dieter Siekermanns Sohn Jan Siekermann zur Seite steht.
Seit der Gründung der ersten Auslandsgesellschaft in England im Jahr 1990 hat die Ferdinand Bilstein GmbH & Co. KG ihre internationale Präsenz kontinuierlich ausgebaut und verfügt mittlerweile über 23 Tochtergesellschaften weltweit. Die bislang jüngste wurde im Frühjahr 2025 in Indien eröffnet. Einige dieser Tochtergesellschaften sind mit eigenen Logistikstandorten ausgestattet, darunter China, Frankreich, Italien, Portugal, Serbien, Spanien, Singapur, die Türkei sowie das Vereinigte Königreich. Das Unternehmen kooperiert zudem in über 70 Ländern mit lokalen Vertriebspartnern.
Durch den Zukauf der SWAG Autoteile GmbH im Jahr 2000 konnte das Unternehmen eine gleichwertige Alternative zur bekannten Marke febi etablieren. 2011 wurde das britische Unternehmen ADL (Automotive Distributors Ltd.) mit der Marke Blue Print übernommen. Zum Start der Automechanika 2012 implementierte die Ferdinand Bilstein die Dachmarke bilstein group, unter der die drei Produktmarken febi, SWAG und Blue Print gleichwertig nebeneinander stehen.
Im Sommer 2017 übernahm die Ferdinand Bilstein GmbH + Co. KG die im baden-württembergischen Durmersheim ansässigen Kupplungshersteller KM Autotechnik Kary + Mangler zu 100 Prozent. Dessen Kupplungskompetenz „wird unter den Produktmarken febi (für NKW) und Blue Print (für PKW) konsolidiert“. 
2021 wurde mit der Übernahme der Motair Turbolader GmbH mit Sitz in Köln erneut das Produktangebot erweitert. Die Produktmarke Motair geht im Sommer 2025 in der Marke febi auf.
Im Jahr 2022 eröffnete die Ferdinand Bilstein GmbH + Co. KG ihren zweiten großen Logistikstandort in Gelsenkirchen. Das Logistikzentrum gilt mit rund 120 Millionen Euro als größte Einzelinvestition in der Unternehmensgeschichte und wurde unter Berücksichtigung aktueller technologischer und nachhaltiger Anforderungen errichtet.